# Ula (arme)
Pour les articles homonymes, voir Ula.
Un Ula est un type de casse-tête originaire des Fidji. On parle d' I Ula Tavatava quand la tête est sculptée et d' I Ula Drisia quand la tête est lisse.

## Usage
Généralement taillé dans un bois dur type bois de fer il possède un embout rond constitué du nœud racinaire et est parfois appelé « pineapple club » en anglais par rapport à la forme particulière de sa masse. Il peut être lancé ou utilisé comme une massue. Certains types d'Ula possèdent une tête de bulibuli (ronde et munie de protubérances en boutons), on les nomme alors Ula Bulibuli. Ce qui différencie un Ula Bulibuli d'un Bulibuli est la taille du manche.

## Galerie

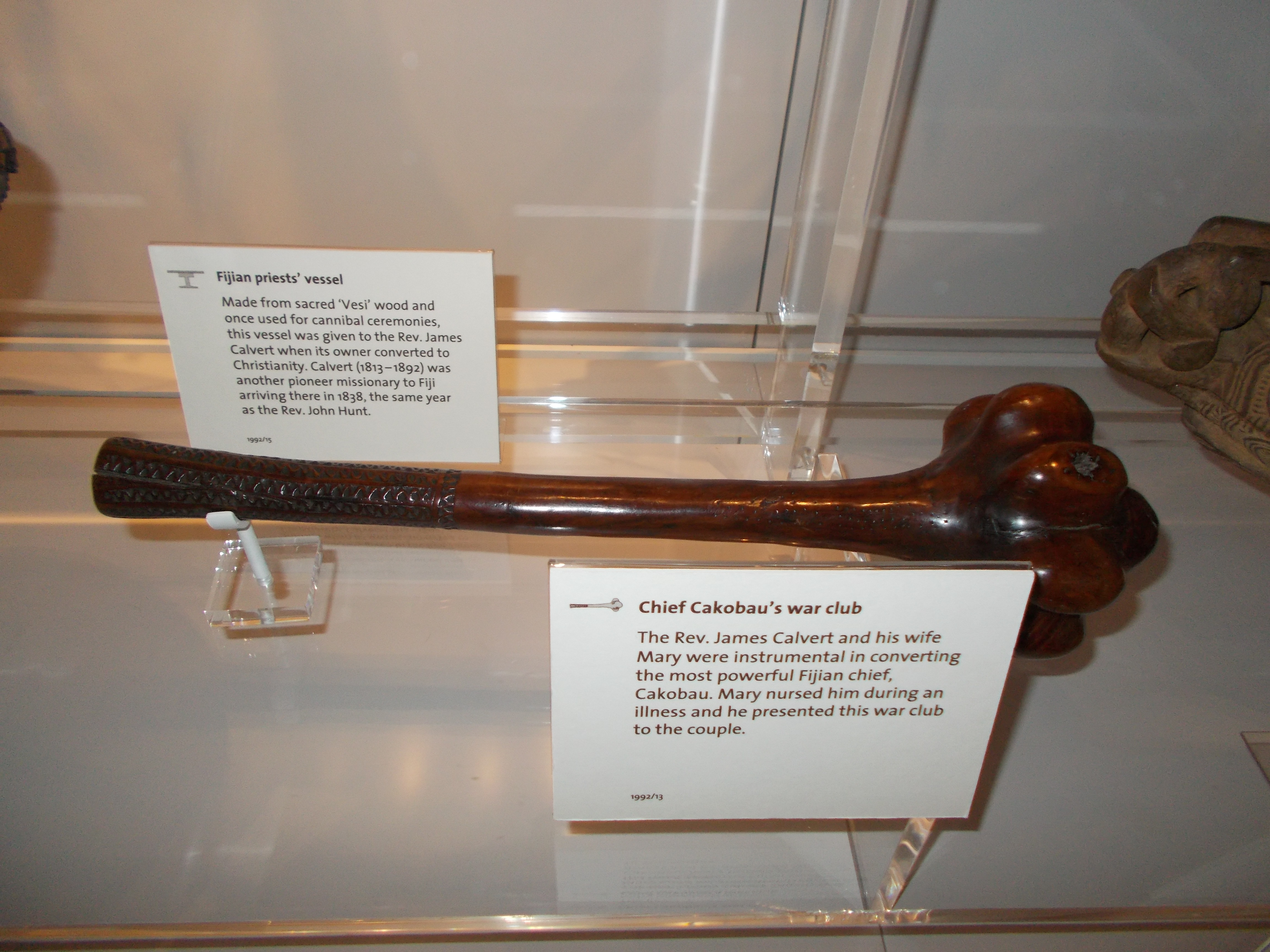
I Ula Tavatava à massue en forme d'ananas.
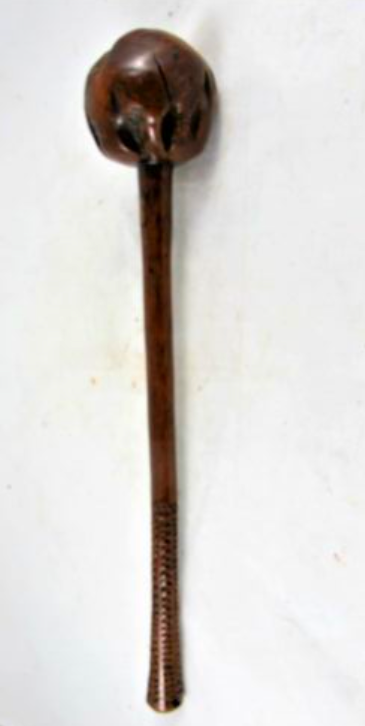
I Ula Drisia à massue lisse.
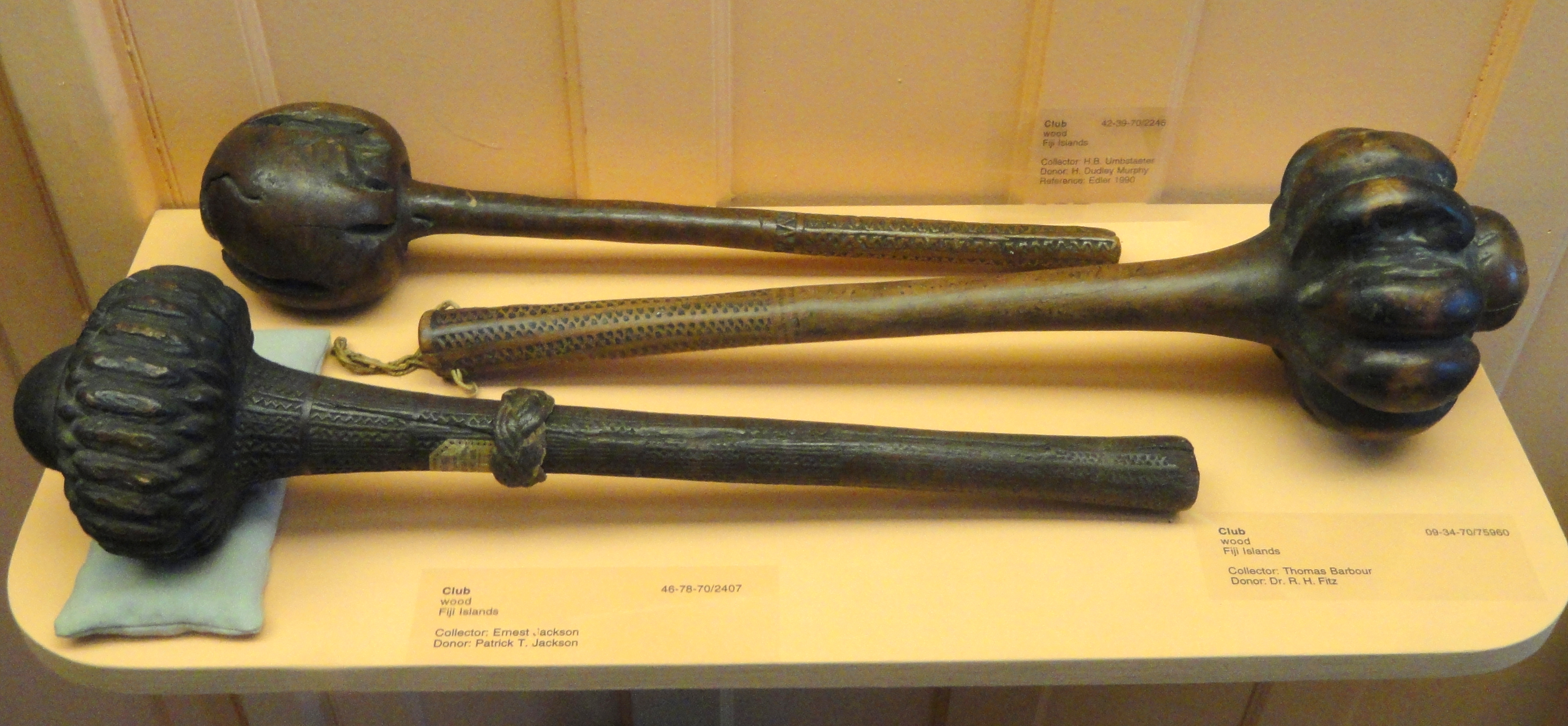
Collection de Ulas.